# فرانسیس کریستف دی کلرمان
فرانسیس کریستف دی کلرمان (انگلیسی: François Christophe de Kellermann; ۲۸ مهٔ ۱۷۳۵ – ۲۳ سپتامبر ۱۸۲۰)، دوک والمی و فرمانده و مارشال ارتش فرانسه طی پادشاهی فرانسه تا امپراتوری اول فرانسه بود.